# Krzysztof Kasprzyk (poeta)
Krzysztof Jan Kasprzyk (ur. 10 września 1946 w Quakenbrück) – polski poeta i nauczyciel, działacz emigracyjny. 
W 1970 roku ukończył studia na Wydziale Biologii i Nauk o Ziemi Uniwersytetu Gdańskiego, a w 1973 podyplomowe studia dziennikarstwa na Uniwersytecie Warszawskim. W latach 1967–1978 pracował w klubach studenckich „Żak” w Gdańsku oraz „Riviera-Remont” w Warszawie, organizując spotkania i sympozja ogólnopolskie i międzynarodowe dotyczące filmu, muzyki i sztuk plastycznych; w 1975 roku za organizację międzynarodowego sympozjum „Film i Literatura Latynoamerykańska” został uhonorowany Nagrodą im. Salvadora Allende tygodnika Polityka.
W sierpniu 1980 roku brał udział w strajku w Stoczni Gdańskiej. Stworzył piosenki strajkowe Postulat 22 i Piosenka dla córki, był również pomysłodawcą użycia nazwy „Solidarność” w znaku graficznym NSZZ „Solidarność”. W lipcu 1981 roku wyjechał do Berlina Zachodniego, gdzie współorganizował Grupę Roboczą „Solidarność” (niem. Arbeitsgruppe „Solidarność”) i redagował jej miesięcznik „Przekazy”, wydawany w latach 1982-1984. 
W marcu 1984 otrzymał stypendium na St. Francis Xavier University (pol. Uniwersytet św. Franciszka Ksawerego) w kanadyjskiej prowincji Nowa Szkocja, gdzie studiował historię Kanady i literatury kanadyjskiej. Od 1985 roku mieszka w Toronto. Do roku 2017 pracował w kanadyjskim Katolickim Wydziale Oświaty jako nauczyciel w liceum i w polskiej szkole przy konsulacie RP. 
Publikował artykuły w prasie krajowej i emigracyjnej, m.in. w „Kulturze”, „Kontakcie”, „Polityce” i „Zeszytach Historycznych”. Jest autorem siedmiu tomików poetyckich: „Centrum Peryferii” (Wyd. Morskie, Gdańsk 1981, ISBN 83-215-9161-2), „Stan zagrożenia” (Polski Fundusz Wydawniczy, Toronto, 1986), „Panopticum” (Mordellus Press, Berlin, 1997), „Zbiór” (Wyd. Omnibus Press, Toronto, 1999), „Miejsce” (Biblioteka Frazy, Rzeszów, 2006, ISBN 83-920820-9-5) ,"Zmienne nastroje" (Wyd. Literackie M2, Warszawa, 2022, ISBN 978-83-961411-3-2) i "Wszystko już odłożone" (Wyd. Stowarzyszenie Literacko-Artystyczne "Fraza", Rzeszów, 2022. ISBN 978-83-66652-17-0). 
W 2013 r. za wybitne zasługi we wspieraniu przemian demokratycznych w Polsce został odznaczony Krzyżem Kawalerskim Orderu Zasługi Rzeczypospolitej Polskiej.
W roku 2021 zadebiutował jako fotograf, serią zdjęć z Patagonii chilijskiej i argentyńskiej, na wystawie w galerii Towarzystwa Przyjaciół Sopotu (także: Gdańsk, Gdynia, Wrocław, Legnica, Warszawa, Przemyśl, Kartuzy).